# Colli Martani Sangiovese
Il Colli Martani Sangiovese è un vino DOC la cui produzione è consentita nella provincia di Perugia.

## Caratteristiche organolettiche
- colore: rosso rubino.
- odore: vinoso, caratteristico.
- sapore: asciutto, armonico, talvolta, se giovane, leggermente tannico e amarognolo, fruttato, caratteristico.

## Produzione
Provincia, stagione, volume in ettolitri
- Perugia  (1990/91)  1189,79
- Perugia  (1991/92)  1285,9
- Perugia  (1992/93)  993,72
- Perugia  (1993/94)  869,91
- Perugia  (1994/95)  1110,49
- Perugia  (1995/96)  1008,44
- Perugia  (1996/97)  1572,41